# Lyndon Dykes
Lyndon John Dykes, född 7 oktober 1995 i Gold Coast, Australien, är en australisk-skotsk fotbollsspelare som spelar för Queens Park Rangers. Han representerar även Skottlands landslag.
Dykes är född och uppvuxen i Australien av skotska föräldrar.